# Michelle Chang
Michelle Chang (ミシェール・チャン?, Mishēru Chan) è un personaggio immaginario creato dalla Namco per la serie di videogiochi Tekken. Il personaggio compare solo nei primi due capitoli della serie, per poi tornare in Tekken Tag Tournament e in Tekken Tag Tournament 2.

## Biografia
Michelle Chang è una lottatrice vagabonda, praticante di kung fu e figlia di una donna nativa americana e di un uomo originario di Hong Kong, quest'ultimo inviato da Heihachi Mishima per trovare un antico tesoro nelle terre native americane. Nel giorno del suo diciottesimo compleanno, la madre di Michelle le spiega che il padre fu ucciso dagli uomini dello stesso Heihachi, così la ragazza decide di iscriversi al primo torneo di Tekken per uccidere colui che ha commissionato l'omicidio vendicando così il genitore.
Alla fine non riesce a vincere il primo torneo e torna a casa dalla madre ma la pace per le due non dura molto, dato che Kazuya, ora divenuto padrone della Mishima Zaibatsu, vuole il pendente che possiede Michelle in quanto quest'ultimo sembra nascondere le tracce per ottenere un tesoro nascosto, e per obbligarla a partecipare al Tekken 2 decide di mandare alcuni suoi uomini a rapire sua madre. Così la giovane si iscrive al secondo torneo per poterla salvare.

## Storia
Figlia di madre nativo-americana e padre di Hong Kong, Michelle Chang entrò a far parte del primo torneo di Tekken per salvare il suo villaggio e vendicare suo padre rapito e ucciso dalle armate di Heihachi Mishima, non riuscì ad arrivare alla finale per affrontare l'odiato Heihachi. Due anni dopo il primo torneo, Michelle scoprì il motivo del rapimento di suo padre. Esso infatti era stato catturato e torturato a morte affinché rivelasse il nascondiglio del tesoro antico della loro tribù. Ora però la Mishima Corp. aveva rapito anche sua madre.
Heihachi questa volta doveva pagare per tutto il male arrecato e lei e alla sua famiglia. Durante il secondo torneo Michelle ritrovò così molti combattenti già affrontati due anni addietro. Tra questi ve ne era uno particolarmente interessato ad incontrarla: Ganryu. Il simpatico lottatore di sumo si era infatti invaghito della bella Michelle dopo l'incontro nel primo torneo. Lui, infatti aveva deciso di partecipare al secondo Tekken nella speranza di far breccia nel cuore dell'indiana. Sfortunatamente per lui il suo amore non verrà mai ricambiato da Michelle.
Il secondo torneo si concluse e Michelle tornò nel suo villaggio con la sua gente e per molti anni nulla turbò più la sua tranquillità.
Ma esattamente 15 anni dopo la fine del secondo torneo un oscuro personaggio attaccò il suo villaggio. La gente della tribù ne conosceva l'entità; si trattava del Dio della Lotta. Michelle allora partì per il Giappone con l'intenzione di chiedere spiegazione ad Heihachi, convinta che ci fosse un nesso tra il tesoro della sua tribù, che la Mishima Corp. aveva cercato inutilmente di rubare, e il Dio della Lotta.
Ma da lì non tornò più indietro. Toccherà ora a sua figlia Julia Chang scoprire cosa si cela dietro questo mistero e salvare sua madre Michelle.

## Stile di combattimento
Michelle Chang pratica il kung fu, arte che verrà ripresa dalla figlia adottiva Julia Chang in Tekken 3 la quale condividerà la maggior parte delle mosse.